# 태블러처

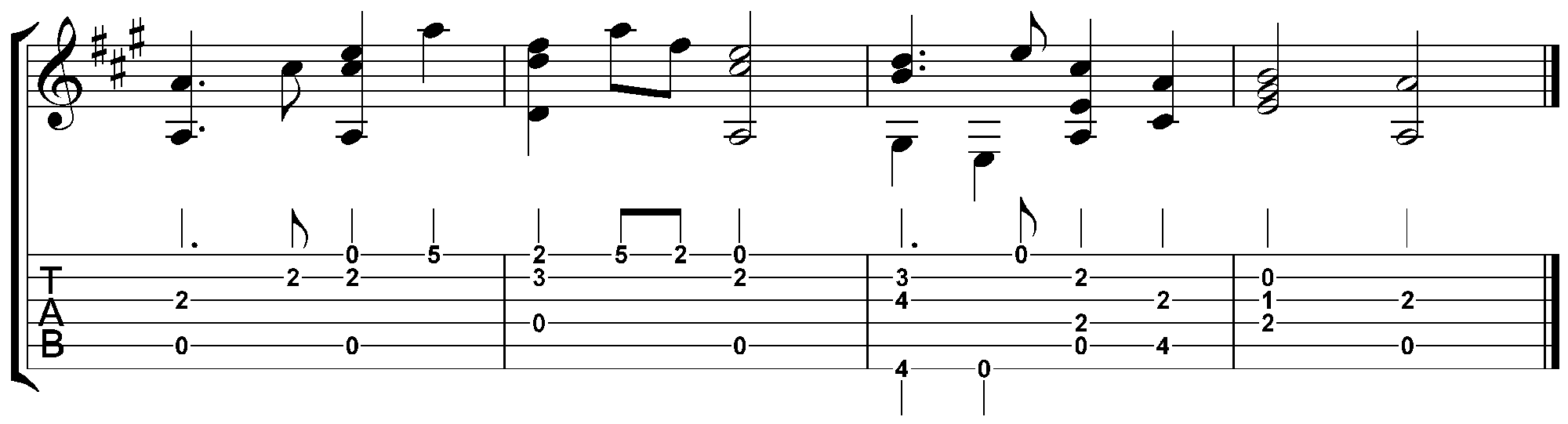
독일 민요의 오선보(위)와 기타 태블러처(아래)

태블러처(Tablature, 줄여서 Tab)는 기보법의 일종으로 음높이 보다는 운지법에 중점을 두어 표시한 악보다. 보통 류트, 기타, 우쿨렐레 등 프렛이 있는 현악기에 사용된다.